# فرودگاه اورژار
فرودگاه اورژار (به قزاقی: Urzhar Airport) یک فرودگاه و پروازگاه ترافیک تجاری در قزاقستان است که در استان قزاقستان شرقی واقع شده‌است.